# 李梓
李梓（1930年12月23日—2014年1月5日），女，中华人民共和国配音演员。

## 生平
早年先后在上海电影制片厂、上海电影译制厂工作，曾被誉为“上译厂的当家花旦”、“永远的叶塞尼亚”，曾经配音包括有《简爱》、《叶塞尼亚》、《巴黎圣母院》、《音乐之声》、《英俊少年》、《望乡》等电影。 